# Démocratie et République
Démocratie et République, Nederlands: Democratie en Republiek, eerder Metz pour tous, is een kleine politieke partij in Frankrijk. Jean Louis Masson is de voorzitter, die de partij in de Franse Senaat  vertegenwoordigt. Hij was eerder senator voor de gaullistische Rassemblement pour la République.
Démocratie et République is een centrumrechtse partij en maakt in de Senaat deel van de parlementaire groepering Réunion Administrative des Sénateurs ne Figurant sur la Liste d'Aucun Groupe uit.